# Édouard Baratier
Pour les articles homonymes, voir Baratier (homonymie).
Édouard Baratier, né le 19 août 1923 à Marseille et mort le 31 juillet 1972 dans la même ville, est un historien et archiviste français, spécialiste de Marseille et de la Provence.

## Biographie
Élève de l’École des chartes (1941–1945), licencié ès lettres (1945), il commence sa carrière aux archives de la Savoie puis est nommé en 1947 archiviste-adjoint aux archives départementales des Bouches-du-Rhône dont il devient le conservateur. Il consacre à Marseille et à la Provence l’ensemble de ses travaux.
Il est notamment secrétaire de la société savante marseillaise, la Société de statistique, d’histoire et d’archéologie de Marseille, puis surtout de la fédération historique de Provence, dont Joseph Billioud devient le premier directeur.  
À partir de 1959, il dispense un cours d’histoire médiévale à l’université d'Aix, où il obtient le titre de docteur en histoire (1965), titre également obtenu à la Sorbonne en 1970. Cette année, il enseigne également à l’université de São Paulo.
Il reçoit de nombreuses distinctions : croix de la Légion d’honneur, rosette des Arts et des Lettres. Il est élu à l’Académie de Marseille en 1969 au 17e fauteuil précédemment occupé par Bouyala d'Arnaud.

## Principales publications
- 1951 : Participation à l’Histoire du commerce de Marseille, tome 2, de 1291 à 1480, Paris, éd. Plon, 1951.

- Prix Gobert 1953 de l’Académie des inscriptions et belles-lettres (avec Félix Reynaud).
- 1961 : La démographie provençale du XIIIe au XVIe siècle, avec chiffres de comparaison pour le XVIIIe siècle, École pratique des hautes études, S.E.P.V.N., 1961.

- Prix Gobert 1962 de l’Académie des inscriptions et belles-lettres.
- 1965 : Thèse de 3e cycle sur Les droits et revenus de Charles Ier d’Anjou.
- 1969 : Domaine comtal en Provence au XIIIe siècle – publication de sa thèse de l’École des Chartes.
- 1969 : Atlas historique de la Provence en collaboration avec Georges Duby et Ernest Hildesheimer, Paris, éd. Armand Colin, 1969.
- 1969 : Histoire de la Provence (sous la direction de), Toulouse, éd. Privat, coll. « Univers de la France », 1969.  (ISBN 2708916491)
- 1969 : Enquêtes sur les droits et revenus de Charles Ier d'Anjou en Provence (1252 et 1278) , Paris - Bibliothèque Nationale, accessible sur Internet Archive
- 1970 : Documents sur l’histoire de la Provence, Toulouse, éd. Privat, coll. « Univers de la France », 1971.
- 1973 : Histoire de Marseille, Toulouse, éd. Privat, coll. "Univers de la France", 1973, (réimp.1990)  (ISBN 2-7089-4754-0). Posthume